# Pam Lynch
Pour les articles homonymes, voir Lynch.
Pam Lynch est une femme politique canadienne. Elle représente la circonscription de Fredericton-Fort Nashwaak à l'Assemblée législative du Nouveau-Brunswick de 2010 à 2014 et la circonscription de Fredericton-Grand Lac de 2014 à 2018.

## Biographie
Née à Kingsclear, Pam Lynch a entrepris une carrière de sténographe judiciaire à la Cour provinciale du Nouveau-Brunswick, où elle a œuvré pendant 11 ans. En 1991, elle lance sa propre entreprises de services légaux, P. Lynch Enterprises qu'elle dirige depuis. Elle est également impliquée dans de nombreux organismes de bienfaisance et dans l'organisation d'événements culturels, comme le Harvest Jazz and Blues Festival de Fredericton. Elle est également membre de la Fredericton Women's Executive.